# Malotice
Malotice är en ort i Tjeckien.   Den ligger i regionen Mellersta Böhmen, i den centrala delen av landet, 40 km öster om huvudstaden Prag. Malotice ligger 317 meter över havet och antalet invånare är 258.
Terrängen runt Malotice är lite kuperad. Runt Malotice är det ganska tätbefolkat, med 54 invånare per kvadratkilometer. Närmaste större samhälle är Kolín, 17,4 km öster om Malotice. Trakten runt Malotice består till största delen av jordbruksmark.